# Srbija na Pjesmi Eurovizije
Srbija se kao neovisna država na Eurosongu pojavila 2007., tada osvojivši prvo mjesto. Beovizija je nacionalni izbor za predstavnika Srbije na Pjesmi Eurovizije.

## Predstavnici
- 2007.: Marija Šerifović | Molitva | 1. mjesto
- 2008.: Jelena Tomašević | Oro | 6. mjesto
- 2009.: Marko Kon i Milan Nikolić | Cipela | nije plasirana
- 2010.: Milan Stanković | Ovo je Balkan | 13. mjesto
- 2011.: Danica Radojičić Nina | Čaroban | 14. mjesto
- 2012.: Željko Joksimović | Nije ljubav stvar | 3. mjesto
- 2013.: Moje 3 | Ljubav je svuda | nije se plasirala
- 2014.: Bez predstavnika
- 2015.: Bojana Stamenov | Beauty Never Lies | 10. mjesto
- 2016.: Sanja Vučić ZAA | Goodbye (Shelter) | 18. mjesto
- 2017.: Tijana Bogićević | In Too Deep | nije se plasirala
- 2018.: Sanja Ilić & Balkanika | Nova Deca | 19. mjesto
- 2019.: Nevena Božović | Kruna | 18. mjesto
- 2020.: Hurricane | Hasta la Vista | Natjecanje je otkazano
- 2021.: Hurricane | Loco Loco|15. mjesto
- 2022.: Konstrakta| In Corpore Sano| 5. mjesto
- 2023.: Luke Black| Samo mi se spava| 24. mjesto
- 2024.: Teya Dora| Ramonda| 17. mjesto
- 2025.: Princ od Vranje| Mila| nije se plasirao

## Za vrijemeSavezne Republike Jugoslavije/Srbije i Crne Gore
- 1992.: Ekstra Nena | Ljubim te pesmama | 13. mjesto
- 2004.: Željko Joksimović | Lane moje | 2. mjesto
- 2005.: No Name | Zauvijek moja | 7. mjesto
- 2006.: Bez predstavnika

## Za vrijemedruge Jugoslavije
- 1974.: Korni grupa | Moja generacija | 12. mjesto
- 1982.: Aska | Halo, halo | 14. mjesto
- 1991.: Baby Doll | Brazil | 21. mjesto